# Lipsothrix flavissima
Lipsothrix flavissima är en tvåvingeart som beskrevs av Alexander 1952. Lipsothrix flavissima ingår i släktet Lipsothrix och familjen småharkrankar. Inga underarter finns listade i Catalogue of Life.